# Acalypha eugeniifolia
Acalypha eugeniifolia är en törelväxtart som beskrevs av Henry Hurd Rusby. Acalypha eugeniifolia ingår i släktet akalyfor, och familjen törelväxter. Inga underarter finns listade i Catalogue of Life.